# Mamerthes
Mamerthes is een geslacht van vlinders van de familie spinneruilen (Erebidae), uit de onderfamilie Herminiinae.

## Soorten
- M. aonia Druce, 1891
- M. conosema Hampson
- M. croceilinea Schaus, 1916
- M. cyanacraspis Hampson, 1924
- M. gangaba Schaus, 1913
- M. lycambes Druce, 1891
- M. nigrilinea Druce, 1891
- M. orionalis Walker, 1858
- M. terminalis Schaus, 1915
- M. uniformis Hampson